# Большешатьминское сельское поселение
Большеша́тьминское се́льское поселе́ние (чув. Мăн Шетмĕ ял тăрăхĕ) — упразднённое муниципальное образование в составе Красноармейского района Чувашской Республики. 
Административный центр — село Большая Шатьма.
Законом Чувашской Республики от 14.05.2021 № 30 к 24 мая 2021 года упразднено в связи с преобразованием Красноармейского района в муниципальный округ.

## География
Большешатьминское сельское поселение граничит: на севере — с землями Пикшикского сельского поселения Красноармейского района Чувашской Республики, на  западе — с землями Аликовского района Чувашской Республики, на юге — с землями Караевского, на востоке — с землями Исаковского сельских поселений Красноармейского района Чувашской Республики. 

Земли поселения расположены в бассейне реки Большая Шатьма. На территории поселения расположены памятник природы (регионального значения) «Озеро Кошкинское» (800 м восточнее деревни Кошки) и государственный природный заказник «Бурундукский» (северо-западнее деревни Бурундуки).

## История
Судя по косвенным источникам, в числе других сельских Советов в 1918 году был образован и Большешатьминский сельский Совет рабочих, крестьянских и красноармейских депутатов, который относился к Чувашско-Сорминской волости Ядринского уезда.
На 1 октября 1927 года на территории нынешнего Большешатьминского сельского поселения находились три сельских совета: Двориковский, Типсирминский и Четриковский. В октябре 1928 года произошло укрупнение сельских Советов республики, начали действовать два сельских Совета: Большешатьминский и Типсирминский. Указанные сельские Советы входили в состав Аликовского района.
9 января 1935 года был образован Траковский (ныне Красноармейский) район и в состав района вошел Большешатьминский сельский Совет.
Согласно Постановлению Президиума Верховного Совета ЧАССР от 10 июня 1954 года перестал существовать Типсирминский сельский Совет в связи с объединением с Большешатьминским сельским Советом.
Указом Президиума Верховного Совета ЧАССР от 11 января 1960 года Большешатьминский сельский Совет и Мартынкинский сельский Совет Аликовского района объединены в один Большешатьминский сельский Совет Красноармейского района с центром в селе Большая Шатьма.
1 апреля 1965 года Указом Президиума Верховного Совета ЧАССР Мартынкинский сельский Совет отделился от Большешатьминского сельского Совета и с тех пор границы не менялись.
Центром Большешатьминского сельского поселения является село Большая Шатьма. Историческое прошлое центра Большешатьминского сельского поселения связано с Богоявленской церковью, построенной в 1752 году (закрыта в 1935 году, не сохранилась).

## Состав сельского поселения
| №  | Населённый пункт | Тип населённого пункта       | Население |
| -- | ---------------- | ---------------------------- | --------- |
| 1  | Анаткасы         | деревня                      | ↗174      |
| 2  | Большая Шатьма   | село, административный центр | ↗134      |
| 3  | Бурундуки        | деревня                      | ↘200      |
| 4  | Верхняя Типсирма | деревня                      | ↘26       |
| 5  | Голов            | деревня                      | ↗106      |
| 6  | Дворики          | деревня                      | ↘66       |
| 7  | Кожары           | деревня                      | ↗131      |
| 8  | Кошки            | деревня                      | ↗240      |
| 9  | Нижняя Типсирма  | деревня                      | →101      |
| 10 | Оба-Сирма        | деревня                      | ↗60       |
| 11 | Тватпюрть        | деревня                      | ↗45       |
| 12 | Четрики          | деревня                      | ↗89       |
| 13 | Юпрямы           | деревня                      | ↘103      |

## Население
| 2010  | 2012  | 2013  | 2014  | 2015  | 2016  | 2017  |
| ----- | ----- | ----- | ----- | ----- | ----- | ----- |
| 1385  | ↘1307 | ↘1294 | ↘1290 | ↘1245 | ↘1214 | ↘1150 |
| 2018  | 2019  | 2020  | 2021  |       |       |       |
| ↘1114 | ↘1086 | ↘1070 | ↘1037 |       |       |       |

По данным Всероссийской переписи населения 2002 года в населённых пунктах, составляющих Большешатьминское сельское поселение, проживал 1551 человек, преобладающая национальность — чуваши (95—100 %).

## Организации
На территории поселения расположены: 
- Сельскохозяйственный производственный кооператив «Мичуринец»
- МБОУ «Большешатьминская средняя общеобразовательная школа имени Героя Советского Союза Васильева В.В.».
- Музей боевой Славы (1975 год) и краеведческий музей (1992 год).
- МБДОУ «Солнышко»
- Большешатьминская сельская врачебная амбулатория с отделением офиса врача общей практики
- Аптека № 16 РГУП «Аптека № 15 с. Красноармейское» Министерства здравоохранения и социального развития ЧР
- Большешатьминское отделение Почты России
- Большешатьминский филиал Сберегательного банка
- Большешатьминская сельская библиотека
- Большешатьминский Центр досуга
- Анаткасинский Дом досуга
- Кошкинский Дом досуга
- Бурундукский сельский клуб
- КФХ «Петров»
- КФХ «Федоров»
- Мукомольная мельница КФХ Васильевой В. А.

## Люди, связанные с поселением
- Васильев, Владимир Васильевич (1911, Большая Шатьма, Казанская губерния — 1945, райхсгау Вартеланд, нацистская Германия) — старший сержант Рабоче-крестьянской Красной Армии, участник Великой Отечественной войны, Герой Советского Союза (1945).
- Афанасьев Сергей Германович (р. 1964, Большая Шатьма) — спортсмен. Мастер спорта (1983) и мастер спорта СССР международного класса (1989) по лёгкой атлетике. Победитель первенства Чувашии среди юниоров, призёр (1986, 1988) и чемпион СССР (1986, 1988, 1990), рекордсмен СССР (1989) в беге на 800 и 1500 м, бронзовый призёр зимнего чемпионата и серебряный призёр кубка Европы (1989) в беге на 1500 м[22].
- Григорьев, Николай Григорьевич (1928, Верхняя Типсирма, Красноармейский район, Чувашская АССР — 2016, Москва) – советский учёный-физик. Кандидат технических наук. Полковник запаса. Лауреат Ленинской премии (1960).

## Памятники
На территории поселения установлено семь памятников и обелисков:
- Памятник Герою Советского Союза Васильеву В. В. (Большая Шатьма, 1975 год);
- Обелиск в честь погибших в Великой Отечественной войне (Большая Шатьма, 1965 год);
- Обелиск в честь погибших в Великой Отечественной войне (Голов, 1980 год);
- Обелиск в честь погибших в Великой Отечественной войне (Дворики, 1985 год);
- Памятник погибшим в Великой Отечественной войне (Кошки, 2000 год);
- Памятник погибшим в Великой Отечественной войне (Анаткасы, 2005 год).
- Обелиск участникам Великой Отечественной войны 1941—1945 годов (Бурундуки)[23].